# Dysaphis libanotidis
Dysaphis libanotidis är en insektsart som beskrevs av Shaposhnikov 1956. Dysaphis libanotidis ingår i släktet Dysaphis och familjen långrörsbladlöss. Inga underarter finns listade i Catalogue of Life.